# Allocations familiales en Suisse
Les allocations familiales en Suisse sont gérées par chacun des 26 cantons. En 2016, les montants octroyés par enfant (jusqu’à 16 ans) varient de 160 à 344 francs suisses par mois. Pour les jeunes en formation (jusqu’à 25 ans), ces montants varient de 170 à 444 francs suisses par mois. Les allocations familiales sont principalement à la charge des employeurs et leur coût annuel est estimé pour 2006 à 4 079 milliards de francs.
Une harmonisation des allocations familiales au niveau fédéral a été votée par l'Assemblée fédérale le 24 mars 2006[réf. nécessaire], et a été acceptée en votation populaire le 26 novembre 2006[réf. nécessaire] après un référendum facultatif. Cette nouvelle loi prévoit une allocation minimale de 200 francs par enfant et 250 francs par jeune en formation. Les cantons restent libres de prévoir des allocations supérieures à ces montants. La loi uniformise en outre les conditions d'octroi des allocations, fortement disparates d'un canton à l'autre.

## Comparatif des montants par canton
Le tableau ci-dessous présente les chiffres de 2015 par canton
| Canton  | Alloc. pour enfant (jusqu’à 16 ans) | Alloc. de format. prof. (jusqu’à 25 ans) | Allocation d'adoption | Allocation de naissance | Cotis. à la caisse cant. en % employeurs - Indépendants |
| ------- | ----------------------------------- | ---------------------------------------- | --------------------- | ----------------------- | ------------------------------------------------------- |
| FLG LFA | 200                                 | 250                                      | -                     | -                       |                                                         |
| ZH      | 200/250                             | 250                                      | -                     | -                       | 1,2 - 1,2                                               |
| BE      | 230                                 | 290                                      | -                     | -                       | 1,8 - 1,8                                               |
| LU      | 200/210                             | 250                                      | 1000                  | 1000                    | 1,5 - 1,5                                               |
| UR      | 200                                 | 250                                      | 1000                  | 1000                    | 1,7 - 1                                                 |
| SZ      | 220                                 | 250                                      | 1000                  | 1,60 - 1,60             |                                                         |
| OW      | 200                                 | 250                                      | -                     | -                       | 1,5 - 1,5                                               |
| NW      | 240                                 | 270                                      | -                     | -                       | 1,5 - 1,5                                               |
| GL      | 200                                 | 250                                      | -                     | -                       | 1,4 - 1,4                                               |
| ZG      | 300                                 | 300/350                                  | -                     | -                       | 1,6 - 1,6                                               |
| FR      | 245/265                             | 305/325                                  | 1500                  | 1500                    | 2,35 - 2,35                                             |
| SO      | 200                                 | 250                                      | -                     | -                       | 1,4 - 1,4                                               |
| BS      | 200                                 | 250                                      | -                     | -                       | 1,25 - 1,25                                             |
| BL      | 200                                 | 250                                      | -                     | -                       | 1,35 - 1,35                                             |
| SH      | 200                                 | 250                                      | -                     | -                       | 1,3 - 0,8                                               |
| AR      | 200                                 | 250                                      | -                     | -                       | 1,6 - 1,6                                               |
| AI      | 200                                 | 250                                      | -                     | -                       | 1,70 - 1,70                                             |
| SG      | 200                                 | 250                                      | -                     | -                       | 1,4 - 1,2                                               |
| GR      | 220                                 | 270                                      | -                     | -                       | 1,9 - 1,9                                               |
| AG      | 200                                 | 250                                      | -                     | -                       | 1,45 - 1,45                                             |
| TG      | 200                                 | 250                                      | -                     | -                       | 1,80 - 1,80                                             |
| TI      | 200                                 | 250                                      | -                     | -                       | 2,10 - 2,10                                             |
| VD,     | 250 (370 dès 3e enfant)             | 300/440                                  | 1500                  | 1500                    | 2,105 - 1,6                                             |
| VS      | 275/375                             | 425/525                                  | 2000/3000             | 2000/3000               | 3,5 - 1,7                                               |
| NE      | 200/250                             | 280/330                                  | 1200                  | 1200                    | 2,1 - 2,1                                               |
| GE      | 300/400                             | 400/500                                  | 2000/3000             | 2000/3000               | 2,3 - 2,3                                               |
| JU      | 250                                 | 300                                      | 850                   | 850                     | 2,80 - 2,80                                             |